# Gablitz
Gablitz ist eine Marktgemeinde mit 5172 Einwohnern (Stand 1. Jänner 2025) im Bezirk St. Pölten in Niederösterreich.

## Geografie
Die Gemeinde Gablitz liegt zirka fünf Kilometer westlich der Wiener Stadtgrenze im Wienerwald in Niederösterreich. Die Fläche der Marktgemeinde umfasst 18,17 km². Davon sind 71,9 % bewaldet.
Zu Gablitz gehören die Siedlungen Allhang, Buchgraben, Fischergraben, Hauersteig, Hochbuch, Höbersbach, Laabach und Rabenstein.
Der tiefste Punkt des Gemeindegebietes befindet sich am Übertritt des Gablitzbaches nach Purkersdorf mit etwa 260 m ü. A., der höchste Punkt ist der Troppberg mit 542 m ü. A.

### Nachbargemeinden
| Sieghartskirchen | Tulbing                                     | Mauerbach                                         |
|                  | Kompassrose, die auf Nachbargemeinden zeigt | Hadersdorf-Weidlingau (14. Wiener Gemeindebezirk) |
| Tullnerbach      |                                             | Purkersdorf                                       |

## Geschichte
In der Antike gehörte die Region zur römischen Provinz Pannonia. Im Jahr 1975 wurde eine Grabstele aus dem 2. Jahrhundert nach Christus gefunden.
Über die Gründung von Gablitz existieren keine genauen Angaben. Der Ortsname weist, wie andere Siedlungsnamen mit der Endung -itz, -ice, auf einen slawischen Ursprung, vermutlich 7./8. Jahrhundert, hin und bedeutet vermutlich „Apfelbach“ oder „kleine Kapelle“.
Am 16. Mai 1060 wurde der heute zu Gablitz gehörige Ortsteil Laabach als „Loupach“, damals zu Ollern („Alarun“) gehörend, erstmals erwähnt (Ollern und Umgebung waren seit 1033 im Besitz des Erzbistums Freising).
Im Klosterneuburger Traditionsbuch wird mit „Hainricus de Gabliz“ ein Zensuale (Zinsbauer) des „Ulricus de Vrindorf“ (Ulrich von Freundorf) erwähnt. Als Zeuge scheint auch „Hartrudus des Sahßingan“ (vermutlich Hartrud von Sachsengang) auf. Die Sachsenganger waren Lehensträger von Freising. Diese Eintragung – ohne Jahreszahl – ist vermutlich Ende des 12. Jahrhunderts einzuordnen.
1311 erhielt der Wiener Bürger Greif (Griffo) die Ansiedlung in Gablitz samt einen Wald beim Rozwärtingergraben von Emicho Bischof von Freising als Lehen:

„Er hatte es vom Mauerbacher erworben, der das Besagte wiederum von Herrn Leopold von Sachsengang zu Lehen hatte, und jener Herr von Sachsengang hatte es wiederum vom Herrn Bischof. Und so kam es schließlich durch Kauf in die Hand des genannten Greif.“

1337 verkauften „Jans der Greyffe, Bürger zu Wien und seine Frau Anna“ mit Einwilligung des Freisinger Bischofs den Hof in Gablitz samt Mühle, Wald, Obstgarten und behausten Holden an Herzog Otto den Fröhlichen.
1380 belehnte Albrecht III. den Wiener Bürger Paul Ernst mit dem Hof in Gablitz. 1398 schien der Wiener Ratsbürger Michael Menschen auf, der den Hof in Gablitz, Felder, Dorf und Mühle an Leutold von Chreusbach verkaufte. 1410 verkaufte er den Hof, zwei Hofstätten und die Mühle zu Gablitz an Ulrich und Cecilia Missinger, die mit dem Gut von Herzog Leopold belehnt wurden. Schon ein Jahr später übergaben die Missinger das Gut der Kartause Mauerbach. Damit waren das Dorf, der Hof und die Mühle bis auf Weiteres als herzogliches Lehen bei der Kartause Mauerbach.
1529 wurden zahlreiche Häuser und die Kapelle von den Türken zerstört. Unter Hans Wolfstriegel wurde die stark beschädigte Kapelle repariert. 1575 scheinen in Gablitz 11 Urlehen (15 Familien) und einige Waldarbeiter auf, 1619 sind es 25, 1657 waren 27 Lehen registriert.
1621 erhielt Sophie Strauß „Straussin von Hadersdorf“ das Dorf Gablitz mit 16 Untertanen als herzogliches Lehen, sie ließ vermutlich den Thurnhof erbauen, ihre Nachkommen verpfändeten den Ort an den Wiener Ratsbürger Hans Wolfstrigl. Dieser ließ 1642 das Dach der Kirche decken, worauf es zum Konflikt mit dem Prior der Kartause Mauerbach kam. 1648 verkaufte Wolfstrigl die 18 Häuser (Untertanen) an die Kartause, wo sie bis 1782 verblieben. An und in der Gablitzer Kirche ist das Mauerbacher Wappen mit Jahreszahl 1642 zu sehen. Auf dem ehemaligen Wirtschaftshof/Klostergasthof (Kirchengasse) ist ebenfalls ein Mauerbacher Wappen sichtbar.
Während der zweiten Türkenbelagerung Wiens wurde das Dorf Gablitz verwüstet.
Im Jahr 1786 werden erstmals Hausnummern in Gablitz verzeichnet, es werden 43 Häuser genannt. Die größten Grundbesitzer waren Graf Meraviglia im Haus Nr. 22 und Johann Georg Mayrhofer im Haus Nr. 21.
Im 17. und 18. Jahrhundert scheinen im Grundbuch des Waldamtes Purkersdorf erstmals adelige Grundbesitzer auf, etwa der
- Geheimrat und Hofkammerpräsident Christoph Ignaz Freiherr von und zu Lilienberg, Erbherr auf Hacking und Schloß Winterspach in Laab (* 1628 Wien; † 1685)
- Graf und Gräfin Salla
- Graf Albrechtsberg
- Johann Heinrich von Schmid aus Böhmen
- Reichsgraf Meraviglia u. a. m.

Die Gablitzer Bevölkerung setzte sich damals aus bäuerlichen Untertanen und Waldarbeitern (Hüttlern) zusammen.
Im 19. und 20. Jahrhundert war Gablitz ein beliebter Sommerfrischeort. Ab Ende des 19. Jahrhunderts wurde der Ort von Familien und Künstlern aus Wien und aus anderen Teilen des Habsburgerreiches als Sommerfrische entdeckt, Villen wurden erbaut und der Ort wurde durch vielfältige Initiativen belebt. Zahlreiche Vereine wie der Verschönerungsverein (1874), Kirchenbauverein, Gablitzer Männerchor (1892), Athletenclub, Arbeiterbibliothek entstanden.
Laut Adressbuch von Österreich waren im Jahr 1938 in der Ortsgemeinde Gablitz ein Arzt, ein Taxiunternehmer, zwei Bäcker, eine Bierniederlage, ein Branntweinhändler, ein Dachdecker, vier Fleischer, drei Friseure, sieben Fuhrwerker, zwei Gärtner, acht Gastwirte, neun Gemischtwarenhändler, ein Glaser, eine Handarbeiterin, eine Hebamme, neun Holzhändler, vier Maler, zwei Maurermeister, zwei Mechaniker, eine Milchhandlung, ein Rauchfangkehrer, ein Immobilienbüro, ein Sattler, zwei Schlosser, ein Schmied, zwei Schneider und zwei Schneiderinnen, drei Schuster, ein Spengler, fünf Tischler, zwei Viktualienhändler, ein Wagner, fünf Zimmermeister und einige Landwirte ansässig. Außerdem gab es eine Badeanstalt, ein Hotel und ein Kinotheater.
Ab 1868 war Gablitz Teil des Bezirks Sechshaus, 1890 wurde es Teil des Bezirks Hietzing-Umgebung. Nach dem Anschluss wurde der Ort dem Landratsamt St. Pölten (entspricht der heutigen Bezirkshauptmannschaft St. Pölten) zugeteilt (anders als Purkersdorf, das Groß-Wien angeschlossen wurde). Von 1956 bis zu dessen Auflösung mit 31. Dezember 2016 war Gablitz Teil des Bezirks Wien-Umgebung, seit 2017 gehört der Ort zum Bezirk St. Pölten (St. Pölten Land). Nach dem Zweiten Weltkrieg setzte rege Bautätigkeit in Gablitz ein.
Die Erhebung von Gablitz zur Marktgemeinde erfolgte durch den Niederösterreichischen Landtag in seiner Sitzung vom 16. Juni 1977.

### Einwohnerentwicklung
1694 zählte man 260 Einwohner, 1783 bereits 406 Einwohner (inkl. Ortsteile Laabach, Hauersteig, Hochbuch und Buchgraben).
2001 waren 4.408 Personen gemeldet, die Volkszählung 2001 ermittelte 4393 Einwohner.
| Gablitz: Einwohnerzahlen von 1869 bis 2025          | Gablitz: Einwohnerzahlen von 1869 bis 2025 | Gablitz: Einwohnerzahlen von 1869 bis 2025 | Gablitz: Einwohnerzahlen von 1869 bis 2025 | Gablitz: Einwohnerzahlen von 1869 bis 2025 |
| --------------------------------------------------- | ------------------------------------------ | ------------------------------------------ | ------------------------------------------ | ------------------------------------------ |
| Jahr                                                |                                            |                                            |                                            | Einwohner                                  |
| 1869                                                | 1869                                       |                                            | 753                                        | 753                                        |
| 1880                                                | 1880                                       |                                            | 903                                        | 903                                        |
| 1890                                                | 1890                                       |                                            | 1.084                                      | 1.084                                      |
| 1900                                                | 1900                                       |                                            | 1.315                                      | 1.315                                      |
| 1910                                                | 1910                                       |                                            | 1.882                                      | 1.882                                      |
| 1923                                                | 1923                                       |                                            | 1.795                                      | 1.795                                      |
| 1934                                                | 1934                                       |                                            | 1.963                                      | 1.963                                      |
| 1939                                                | 1939                                       |                                            | 1.943                                      | 1.943                                      |
| 1951                                                | 1951                                       |                                            | 2.061                                      | 2.061                                      |
| 1961                                                | 1961                                       |                                            | 2.057                                      | 2.057                                      |
| 1971                                                | 1971                                       |                                            | 2.565                                      | 2.565                                      |
| 1981                                                | 1981                                       |                                            | 2.962                                      | 2.962                                      |
| 1991                                                | 1991                                       |                                            | 3.784                                      | 3.784                                      |
| 2001                                                | 2001                                       |                                            | 4.393                                      | 4.393                                      |
| 2011                                                | 2011                                       |                                            | 4.652                                      | 4.652                                      |
| 2021                                                | 2021                                       |                                            | 5.017                                      | 5.017                                      |
| 2025                                                | 2025                                       |                                            | 5.172                                      | 5.172                                      |
| Quelle(n): Statistik Austria, Gebietsstand 1.1.2021 |                                            |                                            |                                            |                                            |

Aufgrund der Nähe zu Wien gibt es in Gablitz zahlreiche Nebenwohnsitze. 2011 waren 1263 Personen mit einem weiteren Wohnsitz gemeldet.

## Kultur und Sehenswürdigkeiten
- Pfarrkirche Gablitz
- Nepomuk-Statue, 1726 von Braumeister und Ortsrichter Christoph Zäch gestiftet
- Nepomuk-Denkmal um 1750 von Heinrich von Schmid gestiftet
- Kaiserbüste von Johannes Denk wurde 1911 vom Verschönerungsverein unter Heinrich Lefnär jun. errichtet[13], nach 1918 zerstört. 1986 (!) wurde ein Neuguss einer ähnlichen Kaiserbüste eines namentlich nicht bekannten Bildhauers in der Hauptstraße (neben Nr. 17)  errichtet (Gipsmodel im Heimatmuseum).
- „Römerstein“: römischer Grabstein ca. 180 n. Chr. (Fundort Rabenstein), aufgestellt in Gablitz, Linzer Straße 62

## Wirtschaft und Infrastruktur
Im Jahr 2001 gab es 246 nichtlandwirtschaftliche Arbeitsstätten, 1999 gab es acht land- und forstwirtschaftliche Betriebe. 2001 betrug die Zahl der Erwerbstätigen am Wohnort 1945. Die Erwerbsquote lag bei 46,05 % (2001).
Als Hauptwohnort wird Gablitz von den Bewohnern wegen seiner Landschaft, Infrastruktur und Kinderfreundlichkeit (Kindergärten, Volksschule, Hort, Theater) geschätzt.

### Bildung
In Gablitz befinden sich zwei Kindergärten und eine Volksschule.

## Politik

### Gemeinderat
Im Gemeinderat gibt es seit der Wahlwiederholung am 18. Mai 2025 bei insgesamt 29 Sitzen folgende Mandatsverteilung:
- Liste ÖVP 15
- Liste Grüne 10
- Liste SPÖ 3
- FPÖ 1

### Bürgermeister
Bürgermeister seit 1849 waren:
- 1849–1862 Michael Fischbacher
- 1862–1865 Michael Heindoppler
- 1865–1867 Michael Mayer
- 1867–1872 Anton Schönwiese
- 1872–1878 Josef Stadlmaier
- 1879–1882 Wilhelm Wagner
- 1882–1884 Johann Heigl
- 1884–1888 Josef Stadlmaier
- 1888–1894 Alois Baumgartner
- 1894–1900 Franz Proidl
- 1900–1909 Ferdinand Schönwiese
- 1910–1910 Emmerich Helfert (Regierungskommissär)
- 1910–1914 Leopold Fritz
- 1914–1919 Ferdinand Baumgartner
- 1919–1934 Johann Wanderer
- 1934–1935 Eduard Kraus (Gemeindeverwalter)
- 1935–1938 Leopold Schober
- 1938–1945 Karl Krug
- 1945–1948 Carl Hauser
- 1948–1976 Anton Hagl
- 1976–1979 Franz Petz
- 1979–1979 Josef Stadlmaier (interimistisch)
- 1979–1980 Herbert Michelitsch (Regierungskommissär)
- 1980–1990 Franz Brandfellner
- 1990–2007 Gerhard Jonas
- 2007–2010 Andreas Jelinek
- seit 2010 Michael W. Cech

Amtsleiter ist Florian Achleitner.

### Wappen
Von der Niederösterreichischen Landesregierung wurde der Marktgemeinde ein Marktwappen verliehen:

Blasonierung: „Ein von blau auf gold durch eine aus dem Schildesfuß aufragende geschweifte Spitze geteilter Schild, vorne über einen grünen Grund eine naturfarbene Baumgruppe mit Wegkreuz, hinten auf grünem Grund der Hl. Laurentius im roten Ornat, mit Rost und Märtyrerpalme, im Schildesfuß auf schwarzem Grund ein goldenes -G-.“

Die Farben der Marktfahne sind: Blau – Gold – Schwarz.
Entworfen wurde das Wappen vom niederösterreichischen Maler Otto Zeiller. Verliehen wurde es im Jahr 1976. Zeiller erhielt im Gegenzug den Ehrenring der Gemeinde.

## Persönlichkeiten

### Ehrenbürger
- Oscar von Lasser-Zollheim[19] (k.k. Bezirkshauptmann von Sechshaus)
- Walter Neumayer (1934–2011) war von 1970 bis 2007 Vizebürgermeister der Marktgemeinde Gablitz.
- Berthold Weiss (1922–2009), Gründer des Gablitzer Heimatmuseums und Feuerwehrmuseums sowie der niederösterreichischen Landesgruppe der International Police Association (IPA).
- Otto Zeiller (1913–1988) war Maler, entwarf zahlreiche Briefmarken und das Gablitzer Wappen. Er lebte von 1969 bis 1974 in Gablitz.[18]

### Personen mit Bezug zur Gemeinde
- Heinrich Rieger (1868–1942) und Bertha Rieger (1870–1944) waren von 1900 bis zu ihrer Deportation Besitzer der Sommervilla Gablitz, Linzerstraße 99 und bedeutende Kunstsammler.[20] Heinrich Rieger war Zahnarzt in 1070 Wien, Mariahilfer Straße 124. Die Kunstsammlung wurde 1921 amtlich registriert und ab 1938, wie auch die Villa, arisiert, noch heute sind viele Werke verschollen, einige befinden sich in der Sammlung Leopold. Die Tafel Gegen das Vergessen am Gemeindeamt Gablitz, Linzer Straße 99, erinnert an das Schicksal des Ehepaares, beide wurden im KZ ermordet.
- Ferdinand Ebner war 1912 bis 1923 als Volksschullehrer in Gablitz tätig. In dieser Zeit schrieb er seine bedeutendsten philosophischen Werke. Der Zwölftonmusiker Josef Matthias Hauer widmete ihm seine 1. Symphonie. Befreundet war Ferdinand Ebner mit dem Künstlerpaar Hildegard Jone und Joseph Humplik. Ferdinand Ebner starb 1931 in Gablitz, wo er am Ortsfriedhof begraben ist. Der Grabstein wurde von Josef Humplik gestaltet. Im Heimatmuseum Gablitz befinden sich sein Schreibtisch, Bücherkasten und eine Büste. Sein Nachlass (Schriften, Tagebücher, Briefwechsel) ist im Brenner-Archiv Innsbruck verwahrt und wird u. a. vom Internationalen Ferdinand Ebner-Verein erforscht.
- Fritz Grünbaum (1880–1941). Der Kabarettist wohnte bis 1914 in Gablitz, Hauptstraße 34. Gemeinsam mit seiner ersten Frau Carli Naglmüller trat er 1912 zu Gunsten des Gablitzer Rettungscorps (Teilorganisation der Gablitzer Freiwilligen Feuerwehr) in der „Restauration Stadlmaier“, Linzer Straße 80, auf. Auf Antrag des Gemeindearztes Julius Singer wurde er 1913 zum Ehrenmitglied des Gablitzer Rettungscorps ernannt. Das Protokollbuch ist im Heimatmuseum zu besichtigen. Fritz Grünbaum starb im Konzentrationslager.
- Karoline „Carli“ Naglmüller verh. Grünbaum (1884–1930), Schauspielerin und Sängerin, war von 1906 bis 1928 Haus- und Grundbesitzerin in Gablitz, Hauptstraße 34. Sie trat in Venedig in Wien, in der Hölle und in anderen Wiener Cabarets auf.
- Auf dem Areal Linzer Straße 78 (heute Parkplatz) stand ein 1887 erbautes Haus. Es war von 1900 bis 1911 und von 1915 bis 1917 im Besitz des „Internationalen Artisten Clubs zum lustigen Ritter in Wien“ und bis 1932 im Eigentum von Josef Koller, der Mitbegründer des Internationalen Artistenclubs war. Koller gilt als Initiator der Künstlervereinigung. Zweck des Artistenclubs war die Unterstützung alter, kranker und erwerbsloser Künstler. Im Volksmund wurde das Haus „Künstlerheim“ genannt.
- Heinrich Lefnär jun. (Lefnaer)[21] (1875–1939), k.k. Spenglermeister in Wien 7, Komponist. Die Familie Lefnär (Lefnaer) war von 1878 bis 1919 auch in Gablitz ansässig[22].
- Der Landschafts- und Genremaler Josef Wenzel Sühs (auch: Süss, Süsz, Süß) (1864–1937) wohnte ab 1925 in Gablitz, Ferdinand-Ebner-Gasse 4 (damals: Schulgasse 4).
- Josef Weiniger (1881–1942) war Chirurg, Begründer und bis 1938 Leiter des „Pflege- und Erholungsheims für Nerven- und Gemütskranke“ in Gablitz, Kirchengasse 10 (im Volksmund „narrische Villa“ genannt)[23]. Er wurde im KZ ermordet, über das Schicksal der deportierten psychisch kranken Patienten ist nichts bekannt. Das Haus ist heute in Privatbesitz.
- Der Schauspieler Josef Egger (1889–1966) ist in Gablitz gestorben. Sein Grab befindet sich auf dem örtlichen Friedhof.
- Die Opernsängerin Gertrude Grob-Prandl (1917–1995) hatte Gablitz ab 1960 zu ihrem Sommersitz gewählt: Ihr gehörte das heute als „Künstlervilla“ bezeichnete Haus Linzer Straße 96.
- Arnulf Neuwirth (1912–2012) war ein österreichischer Maler, Grafiker und Kunstkritiker, der von seiner Geburt bis 1918 in Gablitz lebte.
- Der Fußballnationalspieler Stefan Maierhofer kommt aus Gablitz, wo er beim ortsansässigen SV Gablitz mit dem Fußballspielen begann.
- Die Juristin und ehemalige Bundesministerin für Justiz Claudia Bandion-Ortner lebte in Gablitz, nun in Purkersdorf.
- Hartwig Löger, ehemaliger Vorstandsvorsitzender (Chief Executive Officer) der Uniqa Österreich, war ab 18. Dezember 2017 Bundesminister für Finanzen. Er lebte einige Jahre in Gablitz.
- Anton Suchomel (1879–1962), Postkartenmaler, hatte seinen Sommersitz in Gablitz[24]
- Irene Fuhrmann (* 1980), Fußballtrainerin und Fußballspielerin,  Teamchefin der Österreichischen Fußballnationalmannschaft der Frauen, lebt seit 2012 in Gablitz[25]